# Novo Szelo (Sztruga)
Novo Szelo (macedónul: Ново Село, albánul Novosella) település Észak-Macedóniában, a Délnyugati körzetben, Sztruga községben.

## Népesség
| Lakosok száma | 80   | 108  | 143  | 144  | 194  | 33   | 213  | 280  | 228  |
|               | 1948 | 1953 | 1961 | 1971 | 1981 | 1991 | 1994 | 2002 | 2021 |

2002-ben 280 lakosa volt, akik közül 235 albán és 45 egyéb.